# 류드밀라 투리셰바
류드밀라 이바노브나 투리셰바(러시아어: Людмила Ивановна Турищева, 1952년 10월 7일 ~ )는 소련의 전직 체조 선수이다.
그로즈니에서 태어나 1965년에 체조를 시작한 투리셰바는 1967년 국가 대표로 출전하였다. 블라디슬라프 라스토로츠키의 코치 아래, 자신의 16세 생일 후 1968년 멕시코시티 올림픽에 참가하여 단체전 금메달을 획득하였다.
2년 후에 소련 체조 대표팀의 리더가 되어 1970년부터 1974년까지 개인 종합전에서 우승(2회의 세계 선수권(1970년, 1974년), 2회의 유럽 선수권(1971년. 1973년), 월드컵(1975년))하면서 모든 주요 국제 대회를 거의 지배할 정도였다. 그녀는 우미있고, 우아하고, 결점없는 형태와 강한 기술의 고전적 소비에트 스타일을 구체화하기로 숙고되었다.
1972년 뮌헨 올림픽에서 메달 후보로 보였으나, 올가 코르부트의 갑작스런 인기에 의하여 자신이 가려져 버림을 찾아냈다. 코르부트가 2단 평행봉에서 넘어진 후, 투리셰바는 개인 종합전을 우승하였다. 그녀는 모든 종목에서 야간의 성공적이었고 4개의 종목들에 출전할 수 있었지만 은메달 1개와 동메달 1개를 따는 데 그쳤다.
1975년 유럽 선수권 대회에서는 개인 종합전에서 나디아 코마네치에 밀려 3위로 왔다. 동료 선수 넬리 킴은 2위로 오고 마루 운동을 우승하였다. 그럼에 불구하고, 투리셰바는 그해 후기에 열린 월드컵에서 우승을 휩쓸었다.
등의 부상을 당한 후, 1976년 몬트리올 올림픽에서 단체전 3연승을 하였다. 개인 종합전에서 코마네치와 킴에 밀려 3위를 하였다. 투리셰바가 킴에게 도마와 마루 운동을 패하였어도 거기서 코마네치를 능가하여 은메달들을 따며 자신의 올림픽 메달 총 9개(금 4, 은 3, 동 2)를 가져왔다.
1977년 육상 선수 발레리 보르조프와 결혼하였고, 1981년 국제 체조 연맹의 여성 체조 기술 위원회에 선출되었다. 후에 우크라이나 체조 연맹과 관련된 코치, 국제 심사, 공무원으로서 남아있었다. 국제 올림픽 위원회가 기증한 스포츠 여성상은 비롯한 자신의 체조 기여를 위한 많은 명예를 받았고, 1998년 국제 체조 명예의 전당에 헌액되었다.